# Aérosol
Pour le dispositif mécanique, voir Spray (aérosol)

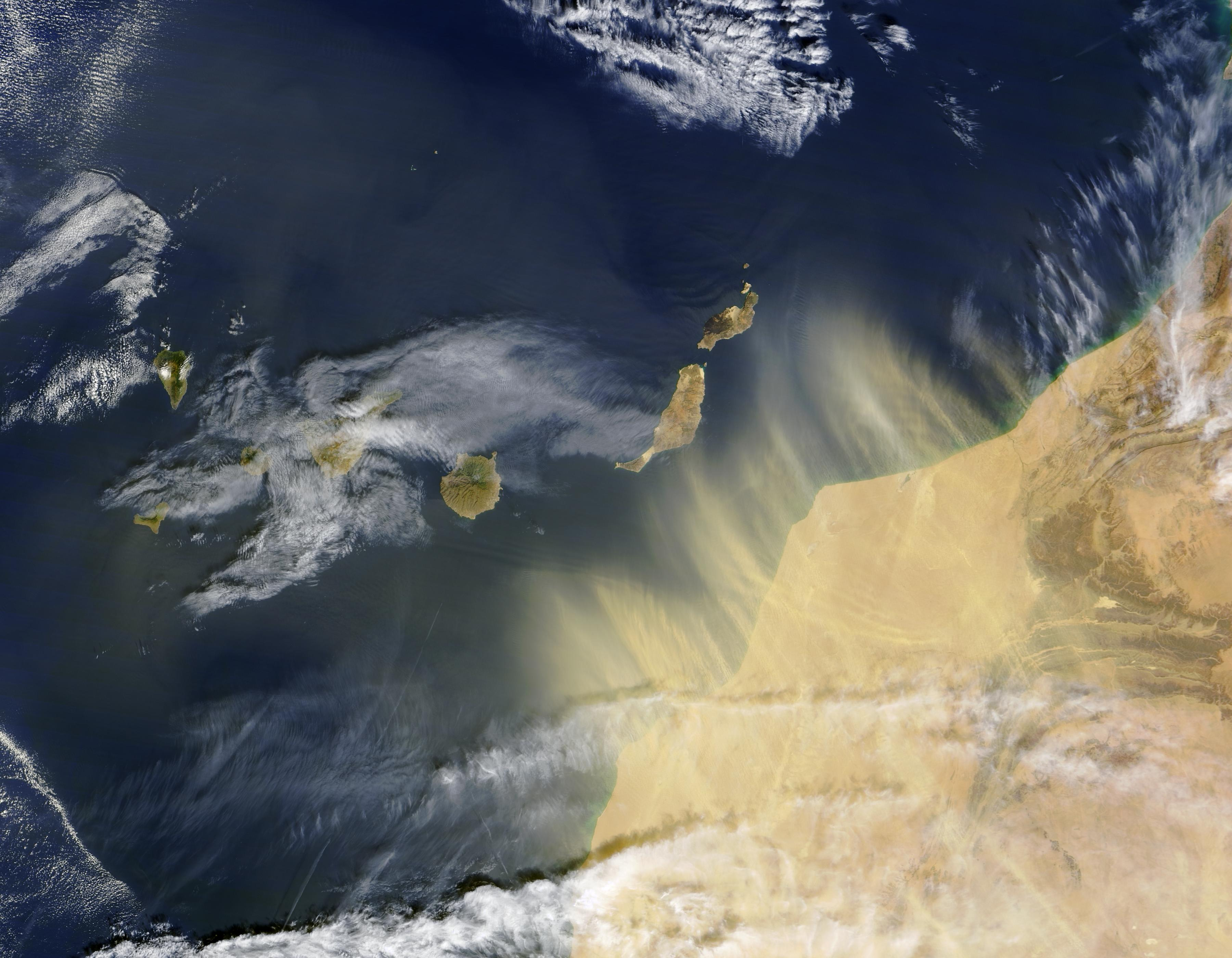
Transports de poussières/aérosols jusqu'aux îles Canaries à partir du Sahara (Image satellite Terra/MODIS 17 02 2004).

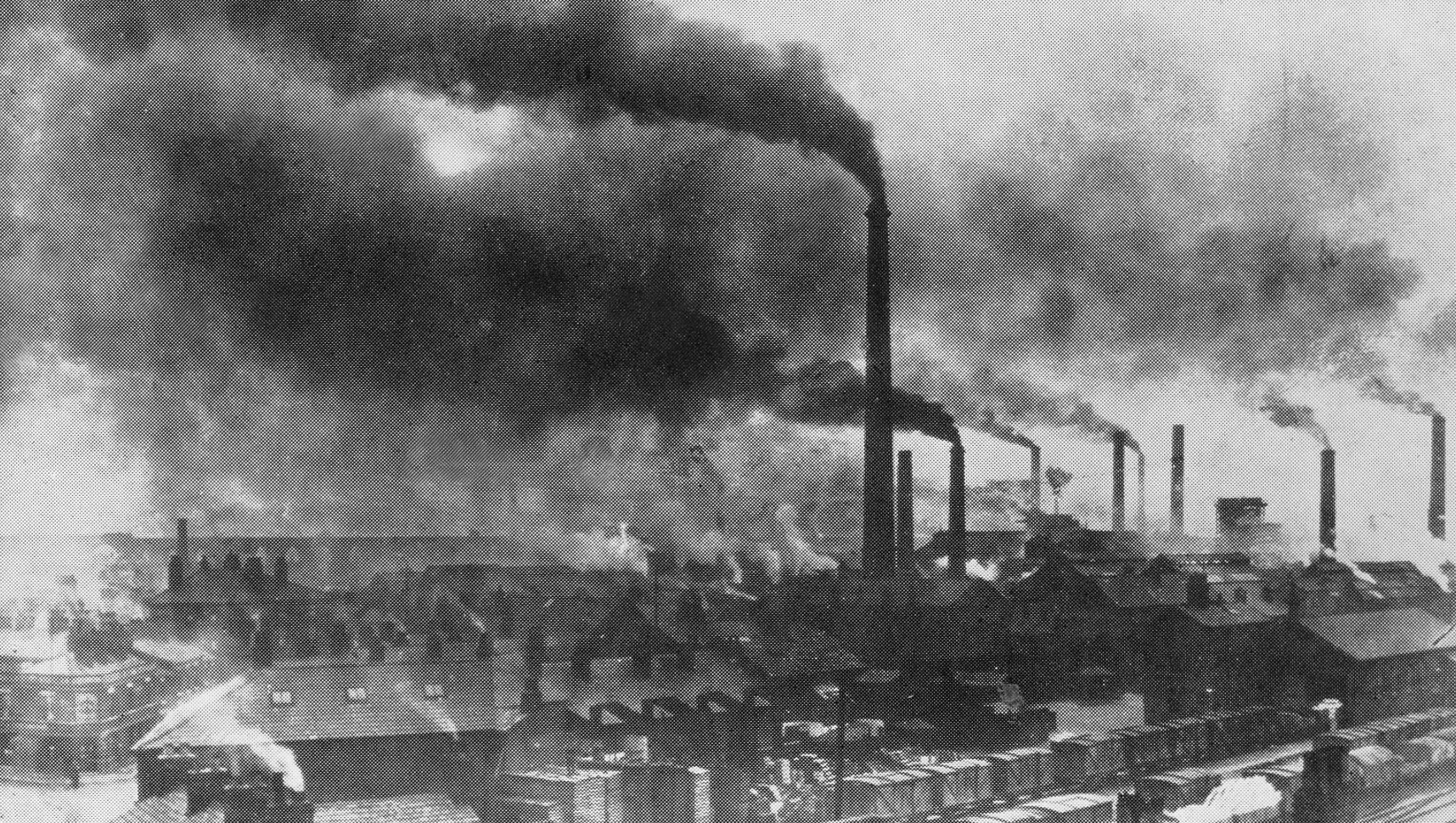
La révolution industrielle a été à l'origine d'une pollution massive, par aérosols et gaz, de l'air. Les premières sources d'émission de ces substances sont aujourd'hui les moteurs à explosion, l'érosion agricole et les feux de forêt.

Les incendies de forêt sont une source importante d'aérosols, aux époques sèches où l'air est plus chargé en poussières, ici en Géorgie, É.-U.

Un aérosol est un ensemble de fines particules, solides ou liquides, d'une substance chimique ou d'un mélange de substances, en suspension dans un milieu gazeux. Émis par les activités humaines ou naturelles (volcans, incendies de forêt), les aérosols interviennent aussi à l'échelle planétaire et locale dans les phénomènes de pollution de l'air et d'allergies. La pluie, le ruissellement et la flore (arbres notamment) nettoient l'atmosphère d'une grande partie des aérosols. Des particules vivantes (pollens, spores de champignons, bactéries, microalgues) forment des bioaérosols, parfois en association peut-être symbiotiques ou opportunistes (des chercheurs ont par exemple observé et étudié un aérosol microbien formé d'un consortium bactério-fongique (Staphylococcus epidermidis + Penicillium oxalicum, deux micro-organismes fréquents dans l'air intérieur). Certains virus se transmettent aussi par contagion via des aérosols, ou aérosolisation d'inoculum viral.
Dans la vie courante, le terme « aérosol » désigne aussi, par métonymie, le récipient contenant un produit et un gaz propulseur. Le propulseur crée une pression à l'intérieur du récipient ; l'ouverture de la valve de sortie induit l'expulsion du mélange en micro-gouttelettes ou cristaux ou particules fines aérosolisées dans l'air.

## Caractérisation des aérosols
Leurs propriétés physicochimique (ou biologique le cas échéant) dépendent d'une part de celles de leurs composants (ex : tension de vapeur), de la concentration du milieu aérosolisé (ex. : taux de virions ou de bactéries dans le mucus expulsé (bioaérosol) par une toux ou un éternuement) et d'autre part de l'environnement local (température, vent, convections ou autres mouvements de l'air, pression, hygrométrie, lumière, etc.).
Propriétés physiques : elles dépendent essentiellement de la distribution en taille (concentration de particules par gamme de diamètre) de leurs composants solides et liquides, et des conditions de températures, de pression et de plus ou moins grandes stabilité du milieu gazeux.
La distribution de taille d'aérosols submicroniques (de 10 nm à 1 μm) est principalement mesurée par analyse différentielle de mobilité électrique (ADME, differential electrical mobility analysis, DEMA, en anglais) basée sur la séparation des particules en suspension selon la mobilité électrique, mobilité qui dépend de leur taille et de leur charge). Pour mesurer une distribution de taille à partir de la mesure de la distribution de mobilité, il faut maîtriser la distribution de charge de l’aérosol (pour chaque diamètre, l'opérateur doit connaitre les fractions de particules mono-, bi-, tri- ...n-fois chargées) ; l'analyseur doit donc disposer d'un neutraliseur capable de donner à l'aérosol une distribution de charges centrée sur 0 par diffusion d’ions gazeux (jusqu’à la surface des particules). Les fractions de particules seront alors des fonctions de la taille des particules et non dépendante de la concentration de l’aérosol. La neutralisation est faite par ionisation radioactive, par décharge électrique obtenue par avalanche électronique (méthode qui ne convient pas aux aérosols de taille submicronique et qui peut être source d'ozone perturbant les mesures et dégradant le matériel, notamment avec la méthode des décharges continues de polarités opposées/décharge alimentée en courant alternatif) ou par photo-ionisation du gaz par rayon X (méthodes coûteuses et/ou dangereuses pour l'opérateur ce pourquoi on recherche des alternatives à ces méthodes et à la thermo-ionisation (températures trop hautes) basées sur la décharge à barrière diélectrique (DBD).
Évolution dans le temps et l'espace  : L'aérosol évolue plus ou moins rapidement, par exemple pour des raisons de chimie atmosphérique ou de température (congélation) ou au contraire en formant un « noyau de gouttelette » (composé de sels, matière organique et inorganique et/ou de matériel biologique) à la suite de l'évaporation de l'eau (ou d'un autre solvant) qui formait la gouttelette.

## Aérosols atmosphériques
Divers aérosols naturels contribuent au cycle de l'eau et à la régulation climatique. Ce sont notamment des molécules soufrées produites par les algues océaniques, mais aussi des particules emportées dans l'air par l'érosion éolienne naturelle des sols, ou les incendies naturels de forêt. Les spores et pollens ou des molécules entraînées avec l'évapotranspiration et des microbes et virus (voir aérobiologie) sont également présentes, mais plus localement.

### Incidence sur le climat et l’atmosphère
Des aérosols interfèrent avec le climat et l'atmosphère en les modifiant artificiellement, au moins de deux manières :
1. Certains aérosols sont responsables de ce qu'on appelle le trou dans la couche d'ozone. La diminution de la couche d'ozone est responsable d'une augmentation de l'irradiation de l'atmosphère et de la planète par le rayonnement stellaire (UV solaire notamment) qui a des effets cancérigènes et mutagènes sur le vivant, mais qui peut aussi agir sur la formation des nuages ; Ces aérosols peuvent indirectement contribuer à en modifier la composition et la nature physique (nucléation en gouttelette de l'eau vapeur), et secondairement l'albédo et donc la température des hautes couches (avec notamment des cirrus artificiels produits par les traînées de condensation d'avions).
2. Certains aérosols (soufrés notamment), d'origine industrielle ou produits par des incendies de forêt et par la combustion de carburants fossiles, induisent une nucléation des gouttes d'eau et produisent des nuages ou traînées d'avion à des lieux, altitudes et moments où ils ne se seraient pas normalement formés.
3. Concernant les aérosols carbonés, leur impact le plus marqué sur le climat est lié essentiellement à la présence du carbone noir[8].

On[Qui ?] a même montré que les variations d'activité économique et de transport entre la semaine travaillée et le week-end se traduisait par des variations météorologiques significatives[réf. nécessaire].
Les interactions et rétroactions entre nuages, aérosols, évolutions climatiques et météo sont complexes et mal comprises. Un projet international, EarthCARE (Earth Cloud, Aerosol and Radiation Explorer) impliquant notamment l'ESA (European Space Agency) et la JAXA japonaise, prépare un satellite pour 2013, équipé d'une caméra multi-bandes, d'un radiomètre à large bande, d'un lidar et d'un radar Doppler CPR (Cloud Profiling Radar) en bande W (94 GHz, résolution verticale de 500 m sur 20 km d'épaisseur d'atmosphère). Ce satellite tournera en orbite 3 ans pour étudier ces interactions et mieux les comprendre et les prévoir ; ceci en complément d'une mission satellitaire GCOM (observation du cycle de l'eau et des changements climatiques prévue pour 2010), et d'une mission GPM (observation des précipitations, prévue en 2013).

### Les aérosols carbonés
On regroupe sous le nom d'« aérosols carbonés » les aérosols constitués à partir de deux variétés chimiques différentes : le « carbone suie », ou « carbone noir » ((en) « Black Carbon » BC), composé principalement de carbone graphitique de couleur noire, et des composés organiques mesurés en tant que carbone organique ((en) « Organic Carbon » OC). BC est intégralement émis par les sources de combustion tandis que OC comporte à la fois une partie émise (OC primaire, OCp) et une partie formée secondairement par photochimie dans l'atmosphère : aérosols organiques secondaires (AOS, (en) SOA), de deux origines : anthropique (SOAa) et biogénique (SOAb).
En première approche, on peut retenir que les particules résultant de processus chimiques (combustions ou réactions photochimiques) ont des diamètres aérodynamiques inférieurs à 1 micromètre (particules submicroniques). Les particules « submicroniques » se partagent en deux modes :
1. le « mode de nucléation » (diamètres inférieurs à 0,1 micromètre) ; il regroupe les particules nouvellement formées par nucléation dans l’atmosphère ou directement émises ;
2. le « mode d’accumulation » (diamètres compris entre 0,1 et 1 micromètre) ; ces particules ont évolué dans l’atmosphère par condensation de gaz et coagulation.

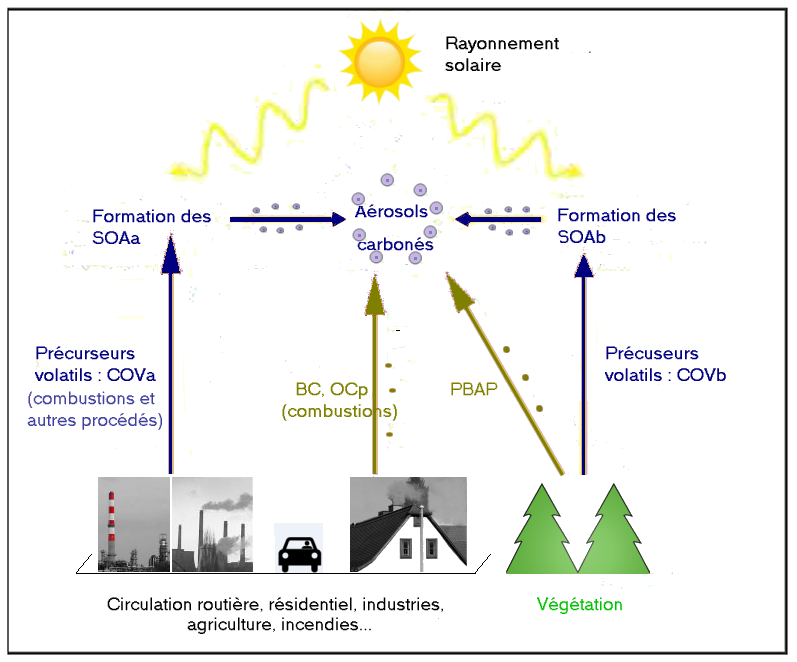
Sources d'aérosols carbonés.

Les sources majeures d'aérosols carbonés sont les combustions et la formation secondaire de SOA par photo-oxydation de composés organiques volatils (COV, (en) VOC) dits « COV précurseurs ». La photo-oxydation atmosphérique des composés organiques volatils conduit à la formation d’espèces oxydées, moins volatiles. La nucléation homogène (nucléation en milieu homogène) ou la condensation (sur des particules préexistantes) de ces produits d’oxydation permet d’expliquer la formation des Aérosols Organiques Secondaires ((en) SOA) dans l’atmosphère.
Une part des OCp émises, encore mal caractérisée, provient également directement de la végétation (PBAP – Primary Biogenic Aerosol Particles, aérosols primaires biogéniques), particules supermicroniques (i. e. de diamètre aérodynamique supérieur à 1 micromètre). La végétation émet également des COV biogéniques (COVb), précurseurs d’aérosols organiques biogéniques secondaires (SOAb). L’affinement des méthodes de chimie analytique a permis de déterminer que les aérosols organiques biogéniques secondaires (SOAb) composent 60 % de la fraction organique (OC) des aérosols carbonés présents dans l’atmosphère et ce, même en milieu urbain.
Les combustions impliquées dans les émissions sont aussi bien celles de combustibles fossiles (pétrole, charbon, gaz naturel, transports, chauffage, industrie...) que les combustions de la biomasse (chauffage, feu de bois, feu de forêt, agriculture...).

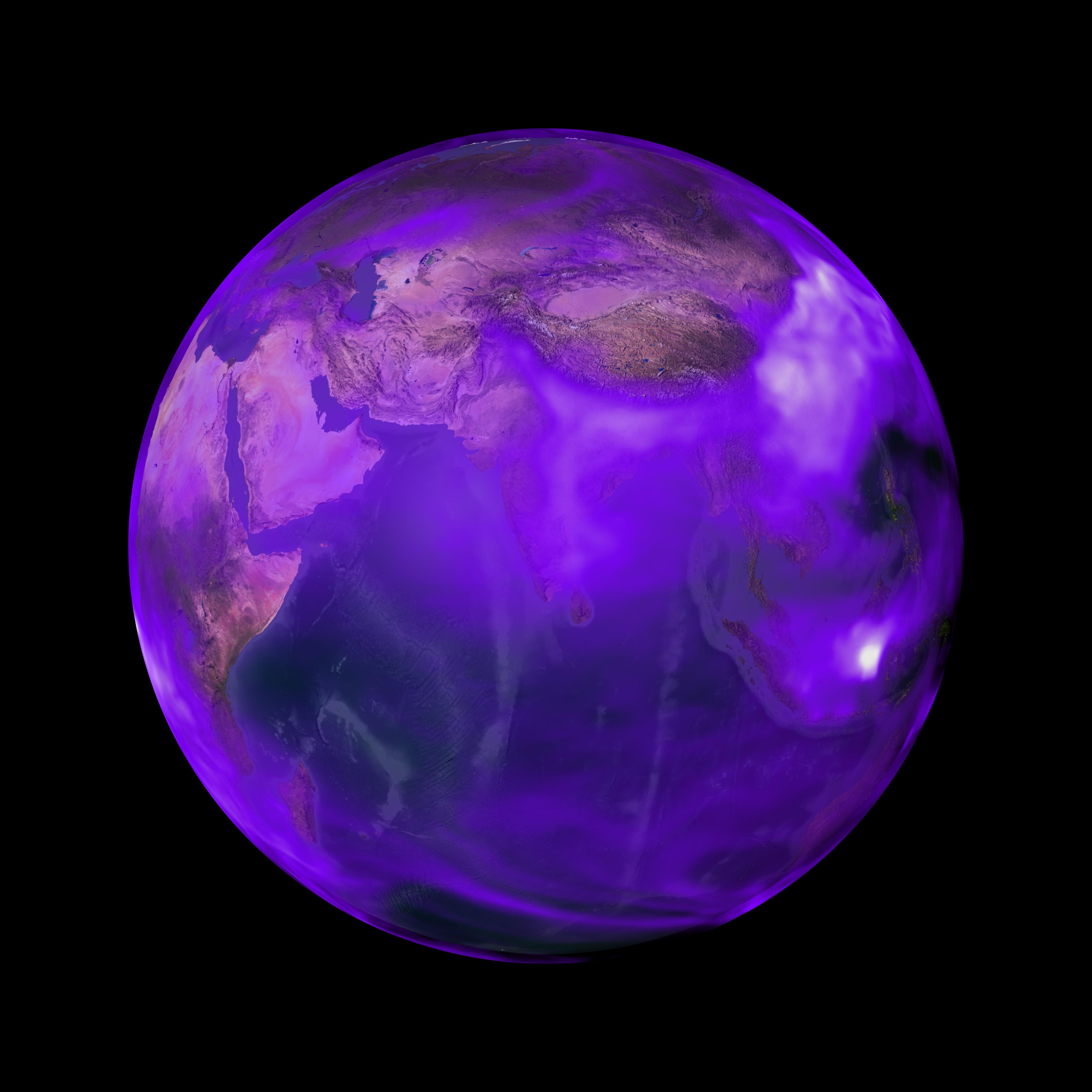
Le carbone noir est émis dans l'air lorsque des combustibles fossiles et des biocombustibles, tels que le charbon, le bois et le gazole, sont brûlés. Le carbone noir est présent dans le monde entier.

Le carbone noir est lié aux combustions incomplètes de combustibles fossiles et de la biomasse. Il représente une partie des suies, mélanges complexes de particules contenant du carbone noir et du carbone organique. Le carbone noir a un pouvoir de réchauffement de l'atmosphère car il absorbe le rayonnement solaire, peut être transporté à longue distance et se dépose sur les étendues glaciaires en diminuant leur pouvoir réfléchissant (albédo). Le carbone organique au contraire tend à refroidir l'atmosphère. Le carbone noir provoque, par tonne, un réchauffement bien plus important que le refroidissement causé par le carbone organique.
Le carbone noir est l’un des principaux polluants climatiques à courte durée de vie (la persistance de ces polluants dans l'atmosphère est relativement courte : de quelques jours à quelques décennies, de l'ordre d'une à deux semaines pour le carbone noir). Ces polluants influent fortement sur le réchauffement climatique, ils sont les plus importants contributeurs à l'effet de serre d’origine humaine après le CO2.
Le carbone noir déposé dans la neige, qui absorbe une grande quantité de lumière solaire, a un net impact sur le forçage radiatif total. De plus, la couche qui recouvre la neige et la glace accélérerait la fonte des glaciers aux hautes latitudes boréales, mais aussi ailleurs sur le globe. Comme l’Arctique, les régions alpines pourraient tirer avantage de la réduction des émissions de carbone noir.
Dans les zones de fort rayonnement solaire, les concentrations élevées de carbone noir concourent à la formation des nuages bruns qui recouvrent de vastes régions du globe, en Asie notamment. Ces systèmes obscurcissent la surface de la Terre, réchauffent l’atmosphère et perturbent le cycle hydrologique, ce qui pourrait avoir un effet sur la mousson. Le nuage brun d'Asie a pour origine pour deux tiers la combustion de la biomasse et pour un tiers la combustion de combustibles fossiles.
Concernant l’Europe, le programme scientifique européen Carbosol (2001-2005) a établi que 50 à 70 % de la pollution par les aérosols carbonés en période hivernale avait pour origine la combustion de la biomasse (chauffage au bois, feux de végétaux). Les feux agricoles sont en outre souvent à l’origine des feux de forêt qui sont eux-mêmes une source d’émissions importante de carbone noir.
Si l’on se fie aux projections établies par l’Institut international pour l’analyse des systèmes appliqués, dans le cadre du programme CAFE (Clean Air For Europe - Air pur pour l’Europe), le chauffage domestique, au bois notamment, serait l’une des principales sources de rejet de matières particulaires et de carbone noir. Les émissions de ce type sont peu réglementées dans de vastes régions de l’Europe. De plus, les petites installations utilisées pour se chauffer au bois sont anciennes et rejettent beaucoup d’aérosols carbonés. Enfin, les poêles et les foyers résidentiels ont une durée de vie assez longue, ce qui retarde l’adoption de technologies plus propres.
Concernant les risques sanitaires, l’OMS n’établit aucune distinction entre les effets des particules qui sont dégagées par la combustion des matières fossiles et ceux des particules produites par la combustion de la biomasse.

## Risques sanitaires

### Risques physicochimiques
L'exposition à certains minéraux (silice, amiante...), à certaines particules organiques (farine, poussière de bois...) et à des agents biologiques aéroportés est associée à divers problèmes de santé.
Les aérosols carbonés générés par les combustions peuvent induire notamment des affections respiratoires et le cancer du poumon.
Tous les aérosols atmosphériques (« matières particulaires », PM) sont désormais classées cancérogènes pour l'homme (Groupe 1 du CIRC).
On cherche à modéliser et cartographier de risque sanitaire lié à l'exposition des populations aux aérosols de pollution atmosphérique, en France avec le projet CERPA, à partir des concentrations mesurées dans l'air par les réseaux dédiés et AASQA (Associations Agréée de Surveillance de la Qualité de l'Air) et via d'autres techniques (tubes passifs, modélisation météorologique et de chimie et physique de l'atmosphère incluant l'impact des NOx et O3 sur les PM, télédétection...).

### Risques biologiques
Un autre enjeu sanitaire est de mieux comprendre et maîtriser les conditions de développement des microorganismes (bactéries, champignons, algues) et des virus dans l'air, sur les fomites (surfaces vectrices de contagion) et sur les filtres à air (exemple : filtres de CTA), car ils peuvent éventuellement être source de réémission d'aérosols et de bioaérosols différents et potentiellement pathogènes.
La prise en compte de l'aérosolisation est l'une des clés de la lutte contre la Covid,, comme le signale le Guardian en octobre 2020. La contagion par aérosols porteurs de virus est d'autant plus à redouter que ces bioaérosols sont des petites gouttes qui subsistent longtemps dans l'air du fait qu'elles y tombent à une vitesse très lente, cette vitesse étant dictée par la loi de Stokes.